# Brulleia tenuipetiolata
Brulleia tenuipetiolata är en stekelart som beskrevs av Chen och He 1993. Brulleia tenuipetiolata ingår i släktet Brulleia och familjen bracksteklar. Inga underarter finns listade.